# Oneeke Village
Oneeke Village är en ort i Kiribati.   Den ligger i örådet Kuria och ögruppen Gilbertöarna, i den södra delen av landet, 130 km söder om huvudstaden Tarawa. Oneeke Village ligger 8 meter över havet och antalet invånare är 188. Den ligger på ön Oneeke.
Terrängen runt Oneeke Village är mycket platt.  Närmaste större samhälle är Manenaua Village, 0,83 km sydost om Oneeke Village. 